# Батальненское сельское поселение
Батальненское сельское поселение (укр. Батальненське сільське поселення, крымскотат. Арма Эли кой юрту, Arma Eli köy yurtu) — муниципальное образование в Ленинском районе Республики Крым России, на Керченском полуострове.
Административный центр — село Батальное.

## Население
| 2001  | 2014  | 2015  | 2016  | 2017  | 2018  | 2019  |
| ----- | ----- | ----- | ----- | ----- | ----- | ----- |
| 1758  | ↘1467 | ↘1466 | ↘1453 | ↘1444 | ↘1426 | ↗1438 |
| 2020  | 2021  |       |       |       |       |       |
| ↗1440 | ↘1410 |       |       |       |       |       |

## Состав сельского поселения
| № | Населённый пункт | Тип населённого пункта       | Население |
| - | ---------------- | ---------------------------- | --------- |
| 1 | Батальное        | село, административный центр | ↘1275     |
| 2 | Южное            | село                         | ↘79       |
| 3 | Ячменное         | село                         | ↘113      |

## История
В советское время (до 1926 года) был образован Батальненский сельский совет.
Статус и границы Батальненского сельского поселения установлены Законом Республики Крым от 5 июня 2014 года № 15-ЗРК «Об установлении границ муниципальных образований и статусе муниципальных образований в Республике Крым».